# تاج‌مرغ قهوه‌ای
تاج‌مرغ قهوه‌ای (نام علمی: Pseudoseisura lophotes) نام یک گونه از سرده تاج‌مرغ است.